# Cuphea lindmaniana
Cuphea lindmaniana é uma espécie brasileira considerada endêmica de Santa Catarina, nativa dos brejos da Mata Atlântica, restrita à região de Atibaia.